# Oberau
Oberau er en kommune i Landkreis Garmisch-Partenkirchen i Regierungsbezirk Oberbayern i den tyske delstat Bayern.

## Geografi
Oberau ligger ved floden Loisach i Region Zugspitzland. Der er 8 km. til Garmisch-Partenkirchen til det mod nordvestliggende Oberammergau er der omkring 9 km, delstatshovedstaden München ligger 90 km væk og til Innsbruck i Tyrol (Østrig) er der 70 km.

## Weblinks
- Wikimedia Commons har flere filer relateret til Oberau
- Om Oberau på Landkreis Garmisch-Partenkirchens website.